# 蓋林庫卡 (當龐省)
蓋林庫卡（法語：Guérin-Kouka），是多哥的城鎮，位於該國中北部，由卡拉區負責管轄，是當龐省的首府，面積44平方公里，海拔高度267米，2010年人口20,047人。